# Balduíno IV da Flandres

Brasão de armas dos Condes da Flandres

Balduíno IV da Flandres "o Barbudo" (980 - 30 de maio de 1035) foi Conde da Flandres entre 987 e 1035, ano da sua morte.

## Biografia
Ao contrário de seus antecessores Balduíno voltou a sua atenção para os territórios a leste e norte dos seus domínios, deixando a parte sul dos seus territórios nas mãos de seus vassalos os condes de Guînes, Hesdin, e Saint-Pol-sur-Mer.
Parte do território da Zelândia, ao norte do condado foi-lhe dada como um feudo pelo Sacro Imperador Romano-Germânico Henrique II, enquanto na margem direita do Rio Escalda recebeu Valenciennes em 1013 e em partes do Cambresis e Hainaut.
Nos territórios franceses do conde de Flandres, a supremacia do Balduíno permaneceu incontestada. Eles organizaram uma grande quantidade de colonização da região pantanosa ao longo da costa da Flandres e ampliado o porto ea cidade de Brugge.

## Relações familiares
Filho do conde Arnulfo II da Flandres (c. 960 ou 961 - Gante, 30 de março de 987) e de Rosália de Ivrea também denominada por Rozala da Toscana, Rosália de Itália, Rosália de Provença, Susana de Itália ou Rozala da Lombardia (c. 950 - 1003), que foi condessa da Flandres e depois rainha consorte de França, casada com Roberto II de França filha de Berengário II (c. 900 – Bamberg, 6 de julho de 966). Casou pela 1ª vez com Otgiva de Luxemburgo filha de Frederico do Luxemburgo (965 – 6 de outubro de 1019) e da condessa Irmentruda Conradina de Gleiberga, com que teve:
1. Balduíno V da Flandres[6] (1012 - 1 de setembro de 1067), Conde de Flandres e casado com Adela de França (1009 - 1079), filha do Roberto II de França,[7] rei de França.
2. Hermengarda da Flandres casou com Ingelberto II de Bolonha, Conde de Gante.

Depois de viúvo voltou a casar, desta vez em abril de 1031 com Leonor da Normandia (c. 1010 - 1071), filha de Ricardo II da Normandia, duque da Normandia e de Judite da Bretanha, de que teve:
1. Judite de Flandres (1033 - 1094), casada por duas vezes, a 1ª em 1058 com Tostigo (c. 1026 - 25 de Setembro de 1066), Conde de Nortúmbria e a 2ª em 1071 com Guelfo I da Baviera (? - 1101), duque da Baviera.
2. Filha de nome desconhecido casou com Reginaldo de Lovaina, escudeiro de Ename filho do Conde de Lamberto I de Lovaina.

Terá tido uma amante de nome Orgina de Moselle.